# Flughafen Graz

i7
i11
i13
Der Flughafen Graz (IATA-Code: GRZ, ICAO-Code: LOWG) befindet sich etwa 9 km südlich des Grazer Stadtzentrums. Der Flughafen dient der zivilen Luftfahrt und ist Teil der Holding Graz. Die Betreibergesellschaft nennt ihn Graz Airport. Am Flughafen befindet sich auch das Österreichische Luftfahrtmuseum.

## Lage und Verkehrsanbindung

### Lage
Der Flughafen liegt großteils in der Ortschaft Abtissendorf in der Gemeinde Feldkirchen und zum kleineren Teil in der Katastralgemeinde Thalerhof in Kalsdorf. Die Abfertigungshalle befindet sich in der Ortschaft Abtissendorf.

### Straßenverkehr
Der Flughafen ist über die Autobahnen A2 und A9 sowie über die Bundesstraße B67 erreichbar.

### Öffentlicher Verkehr
Der Flughafen ist über den Bahnhof Flughafen Graz-Feldkirchen an das Schienennetz der Österreichischen Bundesbahnen angeschlossen. Der Bahnhof befindet sich etwa 420 m östlich der Abfertigungshalle. Die S-Bahnlinie  bzw.  verbindet den Flughafen mit Graz. Die Reisedauer zwischen dem Flughafenbahnhof und dem Grazer Hauptbahnhof beträgt elf Minuten. Der Flughafen Graz ist zusätzlich an das öffentliche Regionalbussystem des Steirischer Verkehrsverbunds angeschlossen. Die Linie 630 verbindet den Flughafen mit Graz. Die Bushaltestelle befindet sich vor der Abflughalle. Im Zuge des Ausbaus der Koralmbahn wurde eine neue Bahntrasse errichtet. Ein neuer Bahnhof in Tieflage unter dem Flughafen wurde nicht realisiert.
| Linie             | Streckenverlauf                                                                                   | Unternehmen/EVU |
| ----------------- | ------------------------------------------------------------------------------------------------- | --------------- |
| S-Bahn Steiermark | Graz Hauptbahnhof – Flughafen Graz-Feldkirchen – Spielfeld Strass                                 | ÖBB             |
| S-Bahn Steiermark | Graz Hauptbahnhof – Flughafen Graz-Feldkirchen – Spielfeld Strass – Bad Radkersburg               | ÖBB             |
| 630               | Graz Zentralfriedhof – Graz Puntigam – Flughafen Graz – Kalsdorf – Fernitz Erzherzog-Johann-Platz | ÖBB Postbus     |

## Geschichte

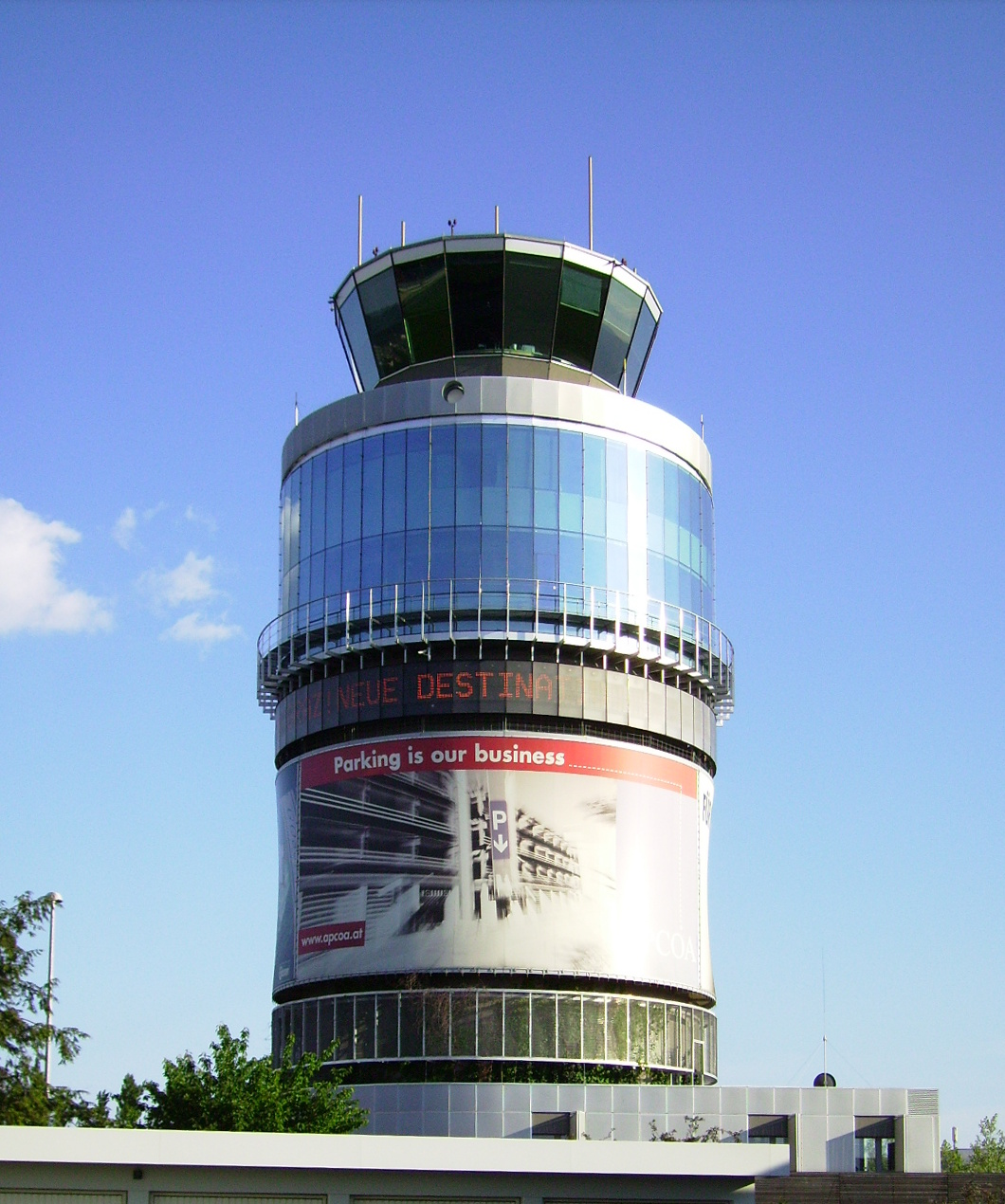
Der Tower des Flughafens

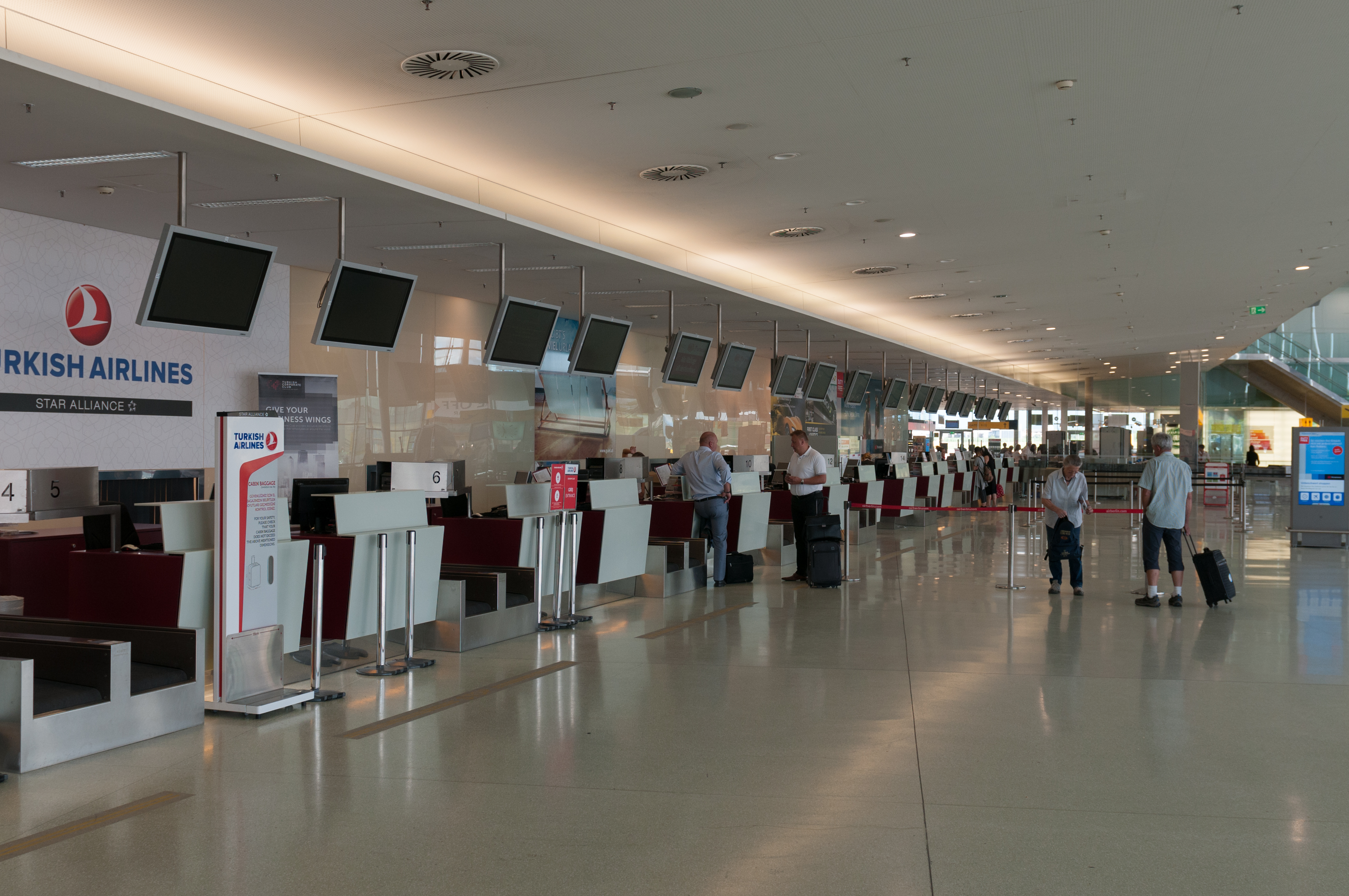
Die neu errichtete Abflughalle

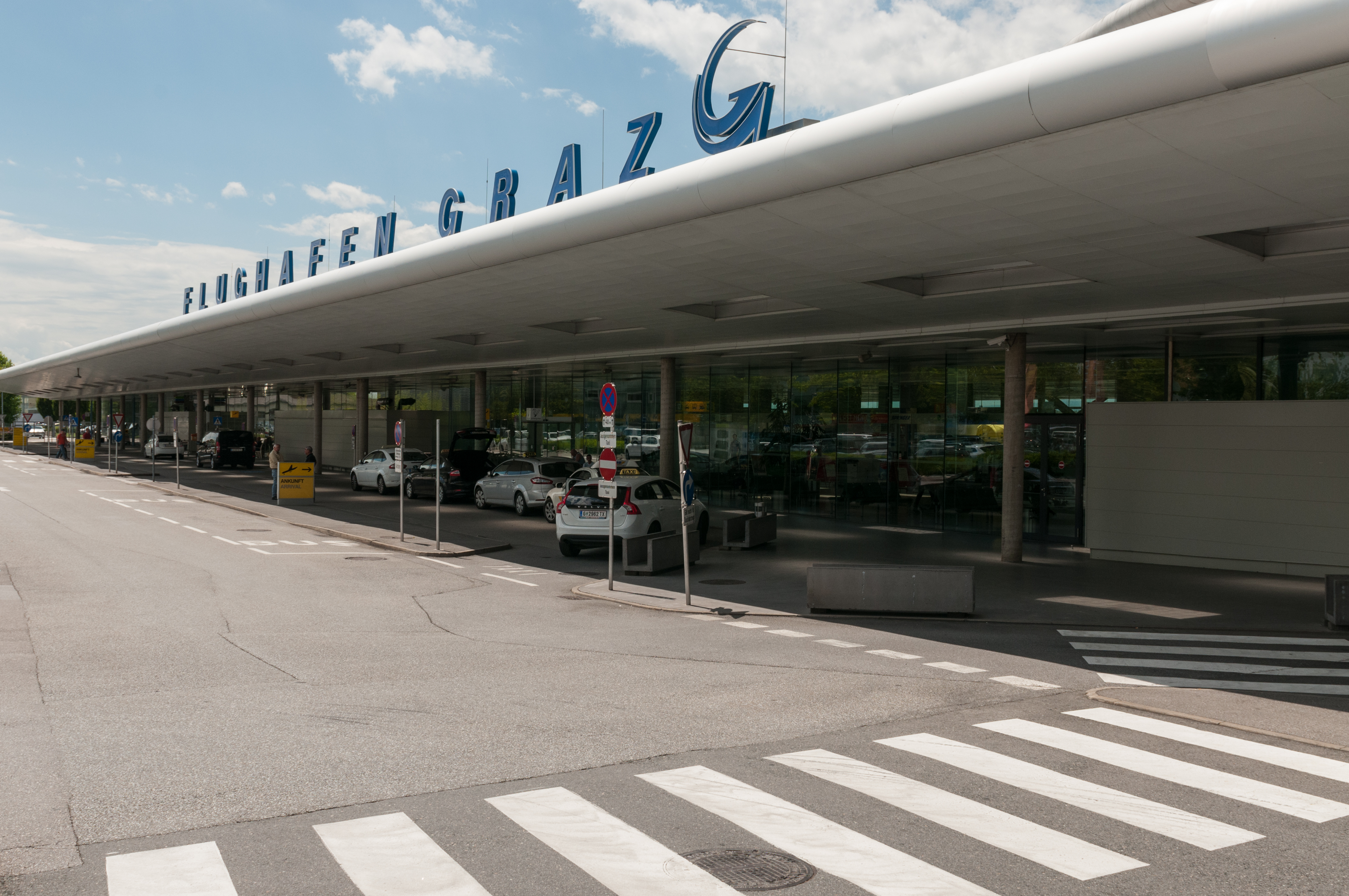
Ankunftshalle des Flughafens

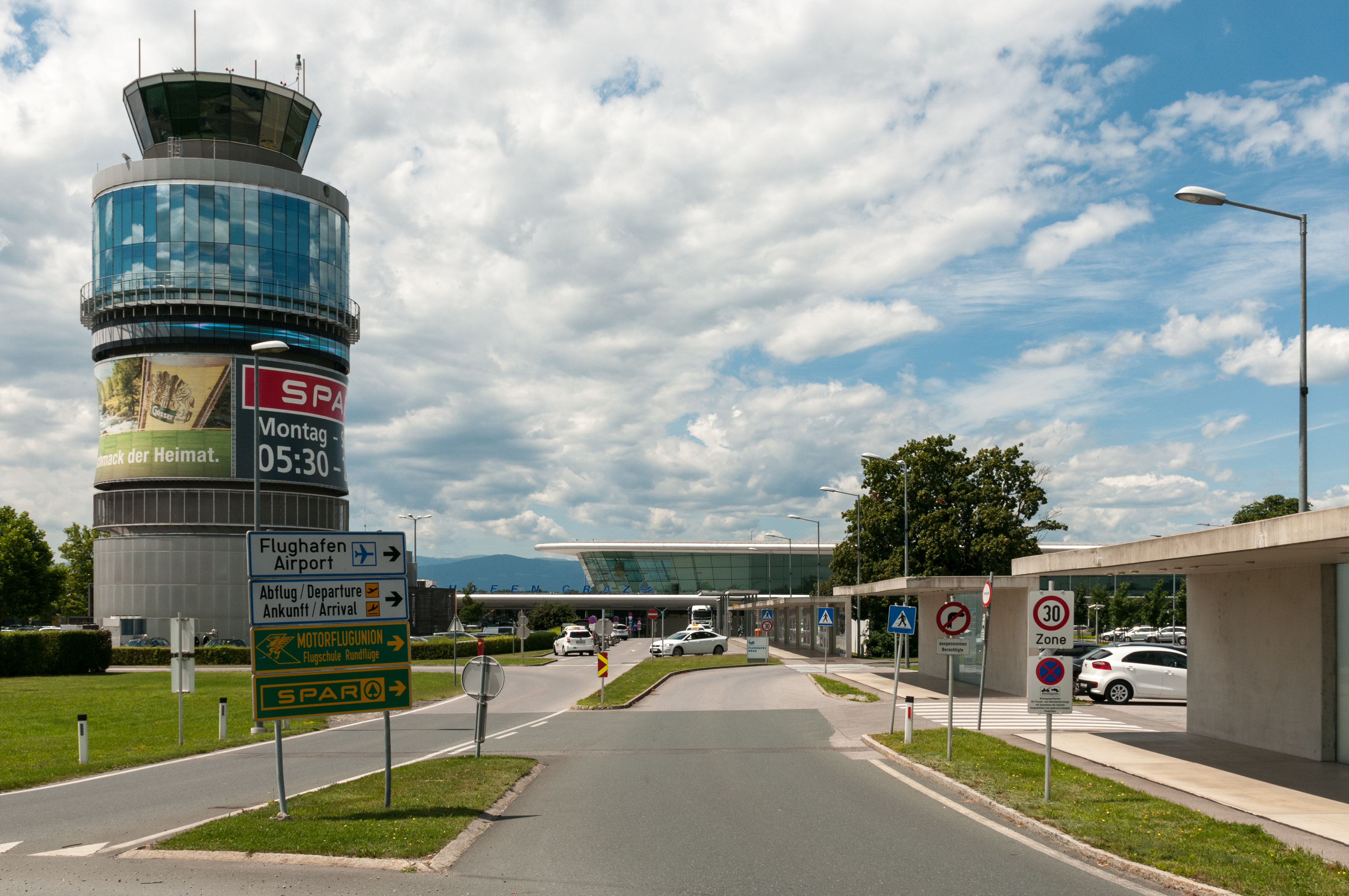
Tower bei der Anfahrt zum Flughafen

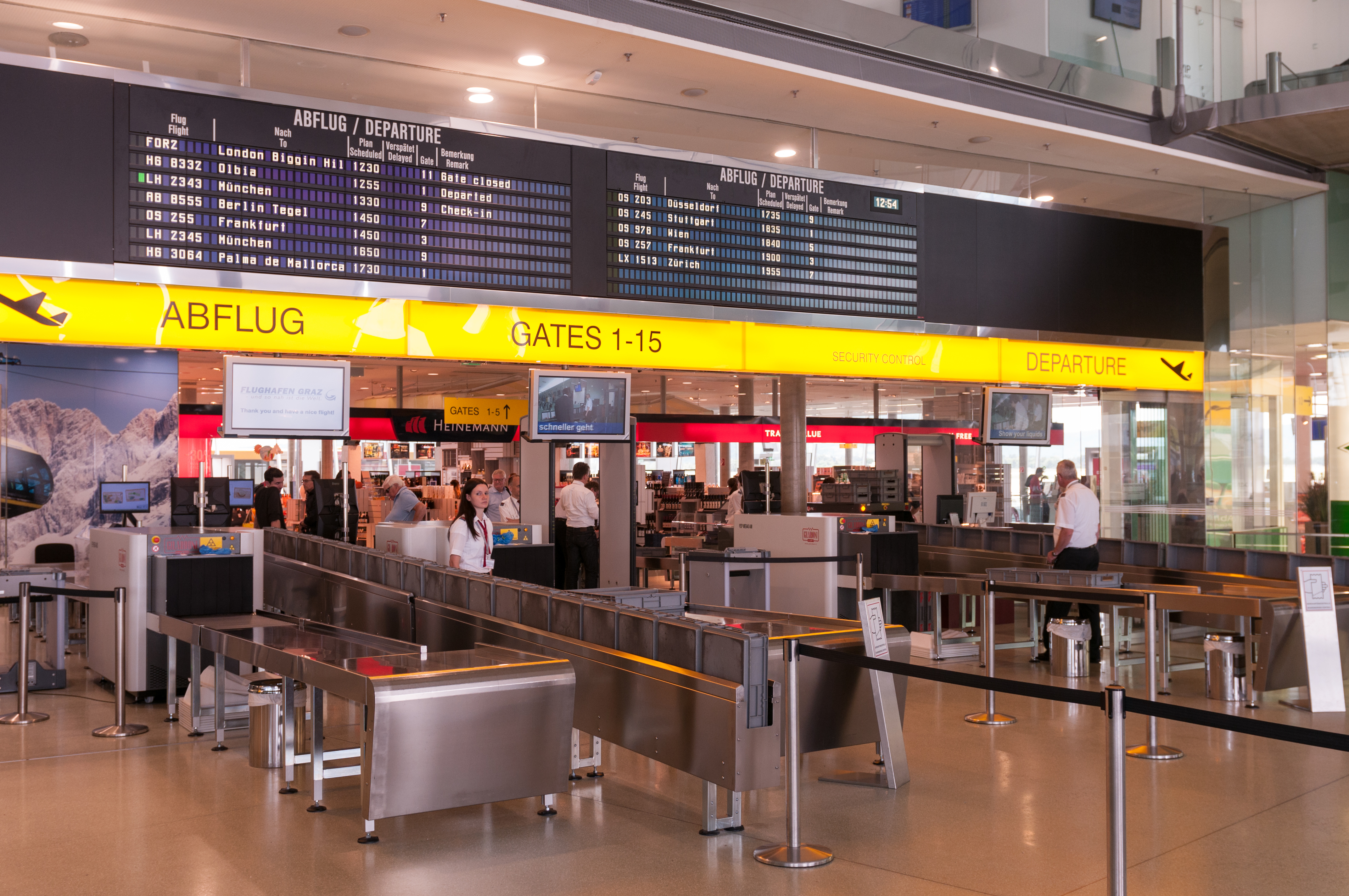
Sicherheitskontrolle

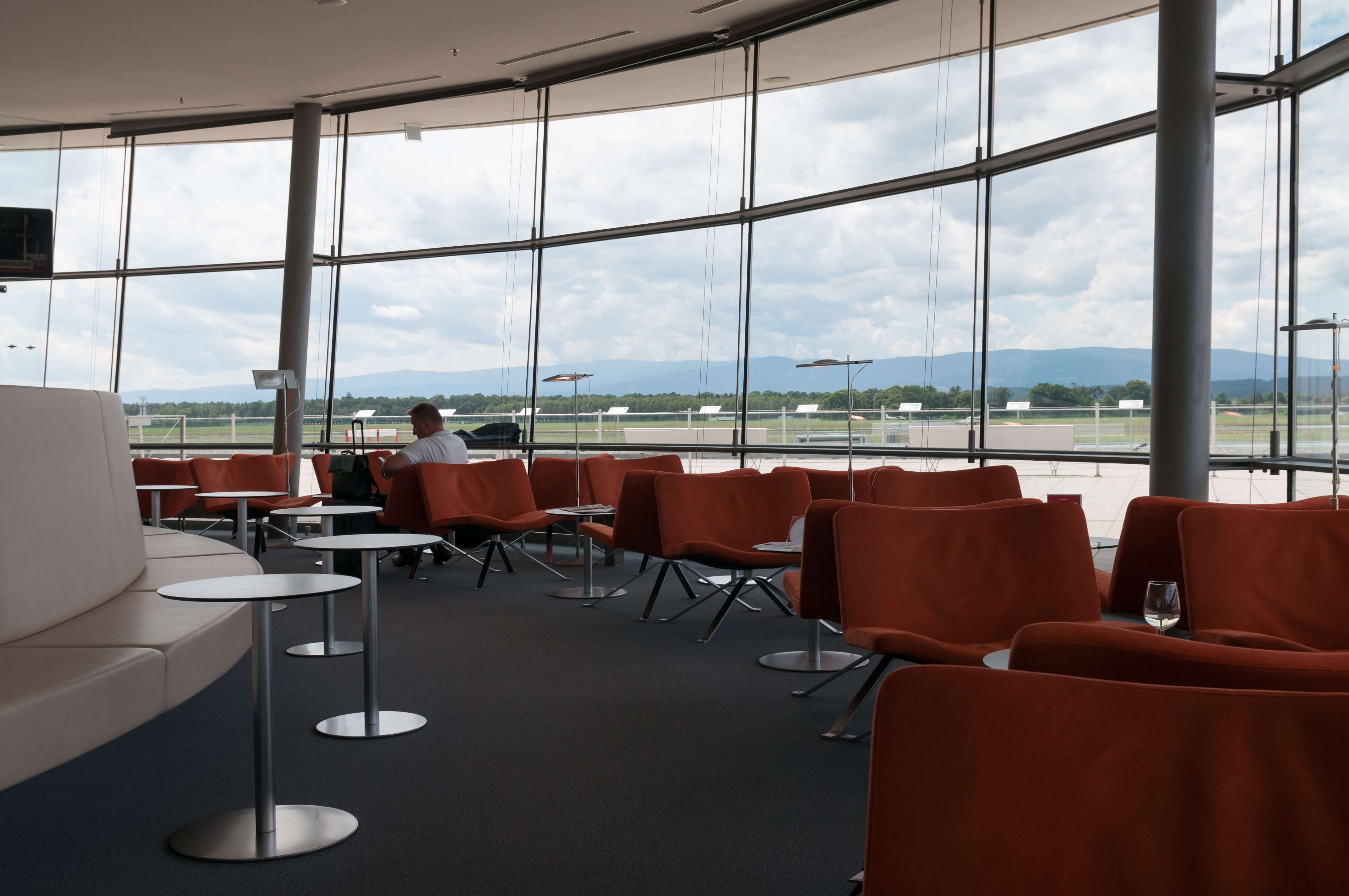
Lounge

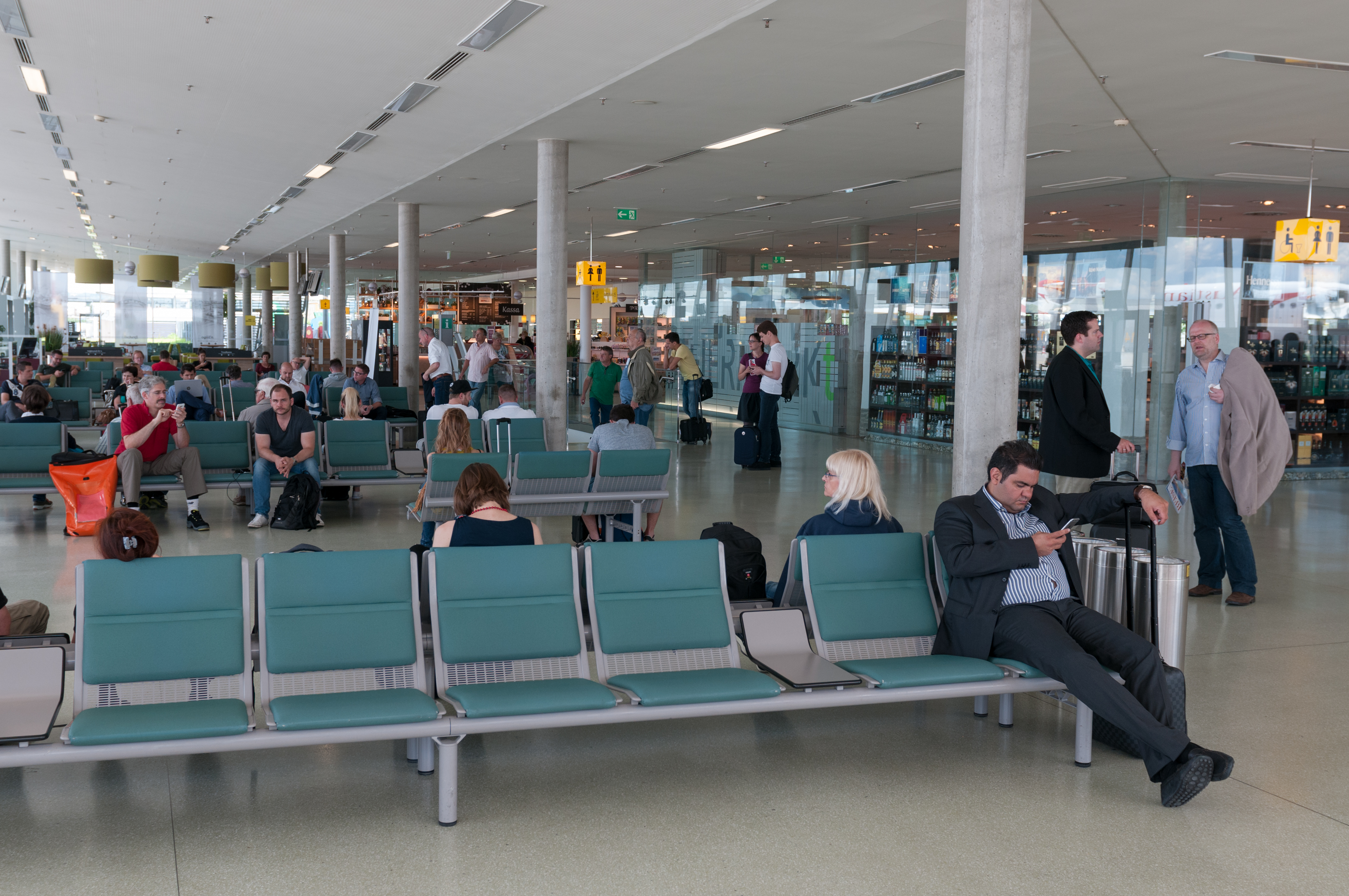
Abflughalle

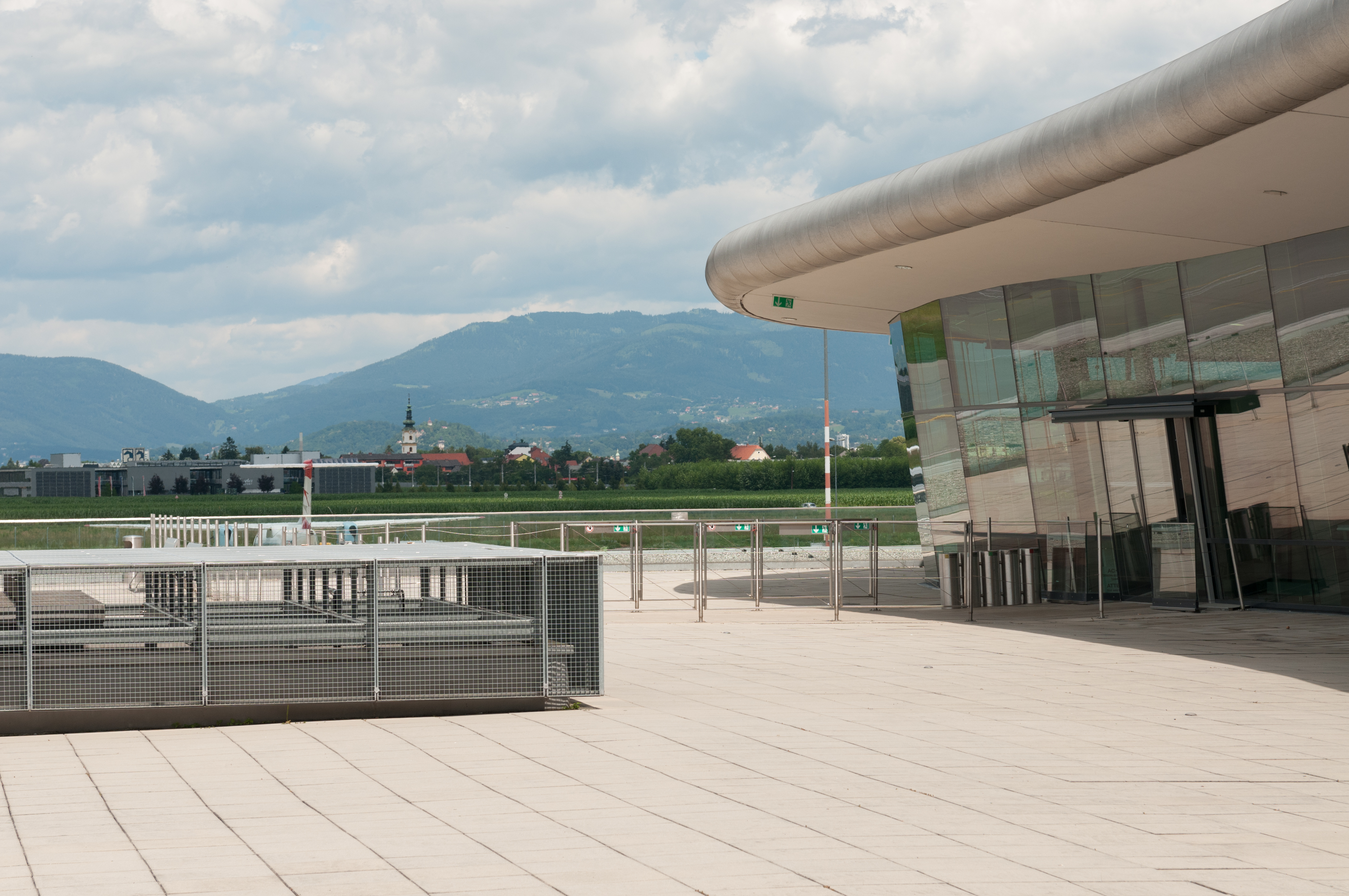
Dachterrasse

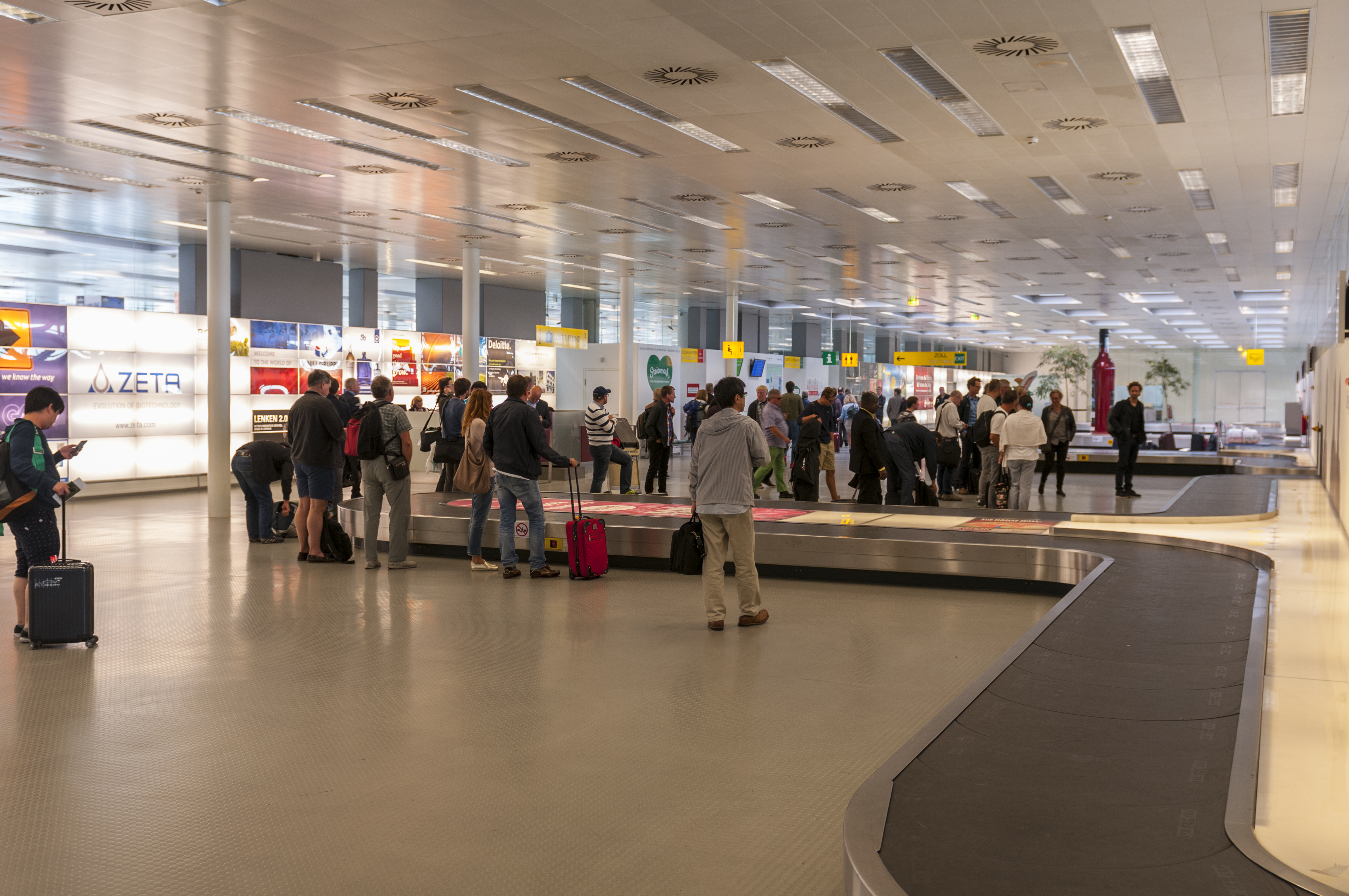
Gepäckempfang

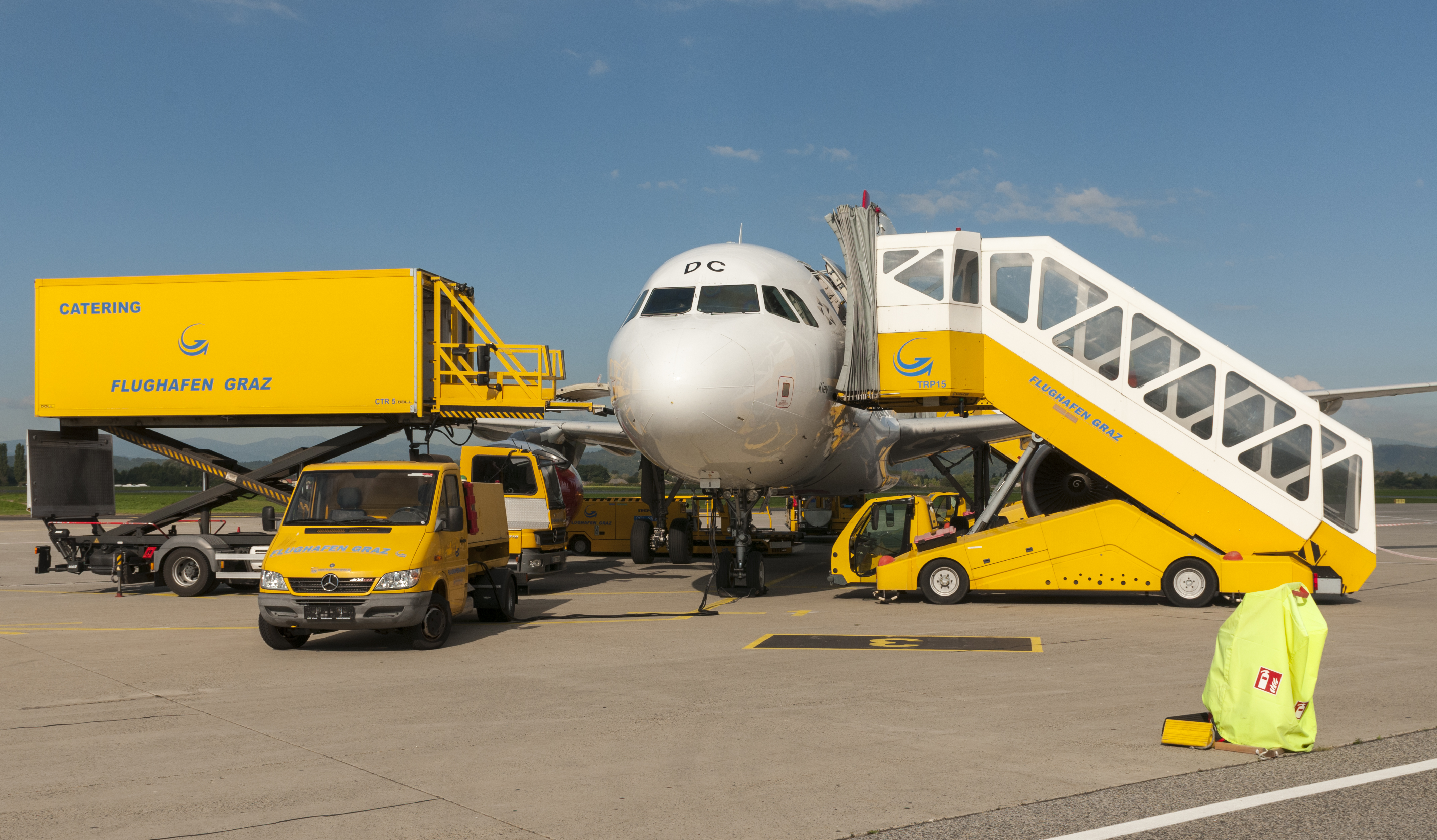
Flugzeugabfertigung

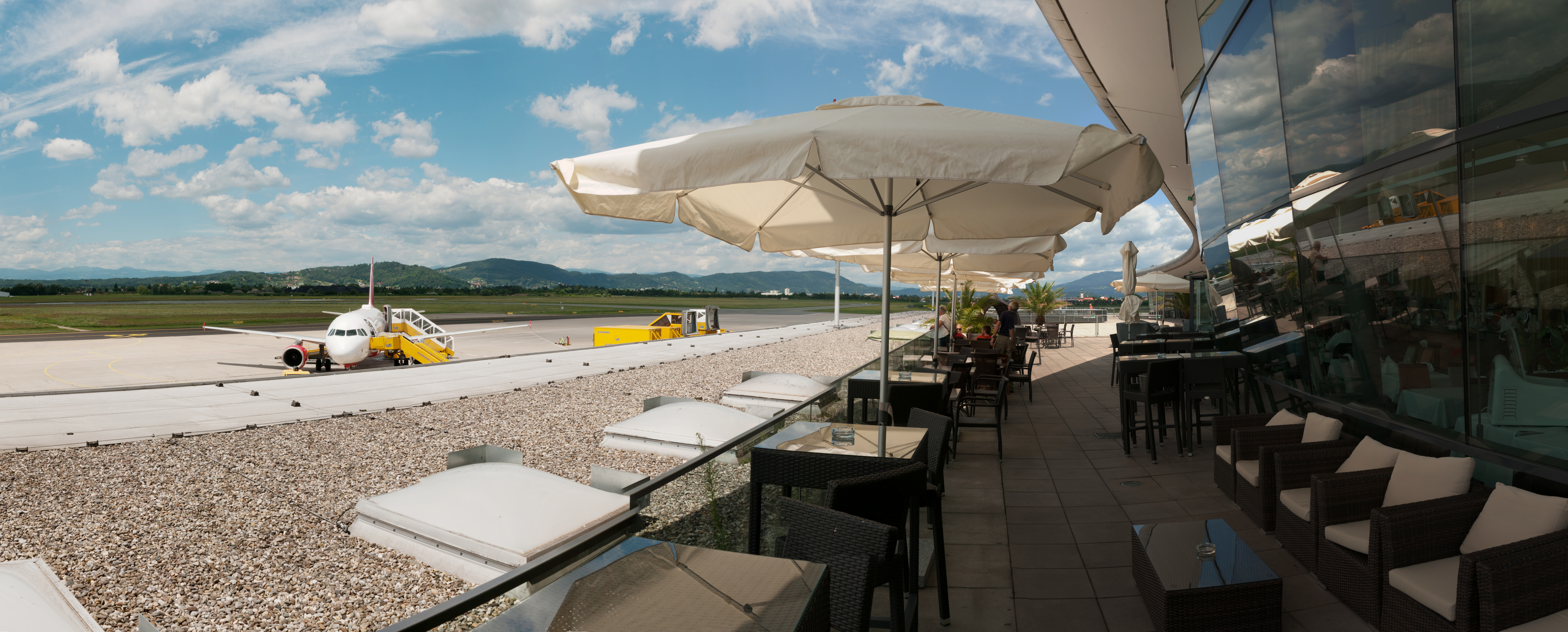
Dachrestaurant

Der Flughafen Graz wurde inmitten des Grazer Feldes auf den Gründen einer ehemaligen römischen Villa errichtet, die Zentrum einer privaten Wirtschaftseinheit in der Provinz Noricum gewesen sein dürfte.
Ab 1913 wurde begonnen, am damaligen k. u. k. Flugfeld Hangars zu bauen, ebenso wurde ein Grasflugfeld errichtet. Am 26. Juni 1914 startete schließlich das erste Flugzeug.
Im selben Jahr wurde auf dem heutigen Flughafenareal das Interniertenlager Thalerhof errichtet, welches bis 1917 bestand. Dort waren im Laufe der Zeit mindestens 30.000 Ruthenen aus Galizien und Bukowina interniert, die als Sympathisanten Russlands verdächtigt wurden. Mindestens 3.000 von ihnen starben an menschenunwürdigen Bedingungen und der Gewalt des Lagerpersonals.
Drei Jahre nach Schließung des Lagers ging der Flughafen an die Steiermärkische Landesregierung über, auf dem man sich ausschließlich auf die Segelfliegerei konzentrierte, da militärische und zivile Luftfahrt verboten war. Zwei Jahre später ging die Verwaltung schließlich an die Republik Österreich über.
1925 wurde das erste Flugnetz in Österreich gebildet (Wien – Graz – Klagenfurt). In den folgenden Jahren stiegen die Flugbewegungen, der Flughafen wurde in das österreichische Funknetz integriert, bekam eine Peilstation und es wurde mit dem Bau eines Flughafengebäudes begonnen.
Von 1938 bis 1939 war das Sturzkampfgeschwader 168 am Flughafen stationiert.
Ab 1945, als die Besatzungsmächte in Österreich bestimmten, war der zivile wie militärische Flugverkehr in Graz – wie im restlichen Österreich auch – nur den Besatzern erlaubt. Zwei Jahre später ging der Flughafen wieder in österreichische Verwaltung über. Am 23. Juni 1951 genehmigten die Besatzer die Eingliederung des Grazer Flughafens in den internationalen Flugverkehr. Mit dem Staatsvertrag von 1955 bekam Österreich die Lufthoheit zurück. Bald wurde ein Ausbau des Flughafens notwendig. Eine 1.500 Meter lange Betonpiste mit entsprechender Befeuerungsanlage wurde – als Novität in Österreich – errichtet. Bereits 1962 konnte der 1.000. Passagier gezählt werden. Nach und nach wurde der Grazer Flughafen in das AUA-Netz eingegliedert. Mit der Linie Graz – Linz – Frankfurt erfolgte die Integration in das internationale Netz.
Die immer steigenden Fluggastzahlen erforderten den Ausbau der Piste auf 3.000 m und den Bau eines neuen Abfertigungsgebäudes. Anfang der 1980er Jahre wurde ein Präzisionsinstrumentenflugbetrieb der Kategorie III a/b installiert, wodurch Ausfälle wegen Nebels nahezu ausgeschlossen werden konnten. 1984 landete der erste Jumbo (Boeing 747).
Zehn Jahre später wurde ein neues Flughafengebäude in Betrieb genommen. Es folgten 2001 ein neues Frachtgebäude und 2002 der heutige Tower. 2002 gewann das steirische Architekturbüro Pittino & Ortner den Wettbewerb für die Erweiterung des Fluggastgebäudes, welches 2005 in Betrieb genommen wurde. Im Zuge des Baus der Koralmbahn soll außerdem ein im Flughafengebäude integrierter unterirdischer Bahnhof (sowohl für den Nah- als auch für den Fernverkehr) den Anschluss vom Flughafen Graz an das öffentliche Verkehrssystem entscheidend verbessern.
Seit 6. Juni 2012 ist der neue Rollweg C („Charlie“), der im Zeitraum März bis Mai 2012 zu Kosten von 4,6 Mio. Euro errichtet wurde, in Betrieb. Er ist als Schnellabrollweg etwas breiter, zweigt bei 2/3 der Landebahnlänge flacher, nur 30° abgewinkelt ab und ist sanfter gekurvt als die Rollwege B bei etwa 55 % und D bei 100 % (am Nordende) der Bahnlänge. Der neue mit Mittellinien-Leuchtmarkierung ausgestattete Weg macht die An- und Abflüge flüssiger.

## Bahnsystem und Navigationsanlagen
Der Flughafen Graz verfügt über eine zentrale (C...center) 3.000 m lange und 45 m breite Start- und Landebahn in Süd-Nord-Ausrichtung (16C-34C, Stand 2025). Die Landebahn 16C weist aufgrund von Bebauung jedoch nur eine nutzbare Länge von 2.740 m auf. Zwischen südlichem und nördlichem Aufsetzpunkt besteht eine Höhendifferenz von −10 m. Am südlichen Ende ist diese Bahn um eine Wendefläche verbreitert. Als Bahnbelag dient Asphalt. Entsprechend ihrer Tragfähigkeitsklassifikation (PCN 61, Flexibler Belag, Mittlere Untergrund-Tragfähigkeit und Reifendruckklasse ohne Begrenzung) können Flugzeuge bis zur Gewichtsklasse einer gewaltigen Antonow An-124-100 die Bahn auch im voll beladenen Zustand nutzen. Ob die Startstrecke dann noch für einen sicheren Start in jedem Fall ausreicht, bleibt hierbei unberücksichtigt.
Bis zu rund 18 km/h (~10 Knoten) Rückenwind erfolgen Landungen auf der 34C (aus Süden) und Starts auf der 16C (nach Süden). Die Ursache dafür liegt in der Lage des Flughafens südlich der Stadt Graz und den dahinter liegenden Bergen. So ist auch nur die Bahn 34C mit einem ILS (engl. Instrument Landing System, dt. Instrumentenlandesystem) ausgestattet. Aus Lärmschutzgründen führt die Flugsicherungsstelle Graz landende Flugzeuge meist jedoch radargestützt mit Vektorangaben – per Funkspruch übermittelten exakten Höhen- und Richtungsangaben – an die Bahn heran.
Neben dem ILS existiert, insbesondere für Sichtflieger, in beiden Richtungen ein optisches Anflug-Unterstützungssystem (VASI, engl. Visual Approach Slope Indicator) des Typs PAPI (engl. Precision Approach Path Indicator, dt. Präzisions-Anflug Gleitwinkelbefeuerung). Ein DVOR (engl. Doppler VHF Omni Directional Radio Range, dt. Doppler-Drehfunkfeuer), ein NDB (engl. Non-Directional Beacon, dt. ungerichtetes Funkfeuer) sowie ein DME (engl. Distance Measuring Equipment, dt. Entfernungsmessgerät) ergänzen die Navigationsausstattung des Flughafens. 2014 wurde überdies zur Erhöhung der Sicherheit bei Nebel, Schneefall und Regen ein 77-GHz-Bodenradarsystem installiert.
Östlich und westlich dieser zentralen Bahn befinden sich zwei Grasbahnen. Diese dürfen nur eingeschränkt genutzt werden und sind im Winter geschlossen. Die Graspiste Ost trägt die Kennung 16L-34R (L...left, R...right), hat eine Länge von 640 m und eine Breite von 30 m. Die Graspiste West trägt die Kennung 16R-34L und ist 760 m × 25 m dimensioniert.

## Bedeutung

### Zivil- und Militärluftfahrt
Am Flughafen Graz ist der Rettungshubschrauber Christophorus 12 (C12) stationiert. Die Flugpolizei unterhält ebenfalls einen Stützpunkt.
Der militärische Teil des Flughafens befand sich im westlichen Teil des Geländes und war im Besitz des Bundesheeres. Gemeinsam mit der dazugehörigen Kaserne, die unter anderem über mehrere Hangars und eine Fliegerwerft verfügte, wurde daraus der „Fliegerhorst Nittner“ gebildet.
Neben Zeltweg (LOXZ) war Graz bis 2008 die Basis für die Abfangjäger des österreichischen Bundesheeres. Da die Eurofighter ausschließlich in Zeltweg stationiert wurden, stellte man den militärischen Betrieb am Flughafen Graz zum 1. Oktober 2008 ein. Die Werft war danach noch bis 9. Dezember 2013 in Betrieb. Mit der kompletten Schließung verlor der Raum Graz mit Umgebung einen traditionsreichen Militärluftfahrtstandort.
Das Gelände von beträchtlicher Größe und die dort befindliche Luftfahrt-Infrastruktur (Rollbahn, Gebäude, Tankstelle, Straßen und Asphaltflächen, Hangars etc.) wird nun unter der Bezeichnung „Airbase One“ von einer Gesellschaft vermarktet. Zurzeit gibt es diverse Freizeitanlagen wie Trampolinhalle, Hallenskipiste, Bogenschießen und einen Kletterpark, geplant ist auch ein Hotel.
Am Flughafen befindet sich seit 1981 auch das österreichische Luftfahrtmuseum.
Der Westteil der Flughafenanlage wird in den Sommermonaten für zahlreiche Fallschirmspringer-Absetzflüge genutzt. Des Weiteren sind auf der Westseite des Flughafens mehrere Segelflugvereine stationiert.

### Verkehrszahlen
Die Tonnage ankommender Fracht beträgt ein Vielfaches der abfliegenden.
| Jahr | Passagiere | Flugbewegungen Linie & Charter | Flugbewegungen General Aviation | Frachtaufkommen inklusive Luftfrachtersatzverkehr in Tonnen | Luftfracht in Tonnen |
| ---- | ---------- | ------------------------------ | ------------------------------- | ----------------------------------------------------------- | -------------------- |
| 2005 | 0.892.958  | 18.820                         | 49.366                          | 10.085                                                      | 1.345                |
| 2006 | 0.912.791  | 17.297                         | 54.680                          | 10.013                                                      | 0.735                |
| 2007 | 0.948.140  | 17.789                         | 44.252                          | 11.319                                                      | 0.443                |
| 2008 | 1.008.330  | 19.603                         | 45.371                          | 10.165                                                      | 0.329                |
| 2009 | 0.948.590  | 18.167                         | 43.071                          | 08.230                                                      | 0.165                |
| 2010 | 0.990.118  | 17.387                         | 31.435                          | 11.062                                                      | 0.191                |
| 2011 | 0.976.543  | 15.958                         | 30.342                          | 10.977                                                      | 0.224                |
| 2012 | 0.930.617  | 14.581                         | 27.461                          | 10.210                                                      | 1.442                |
| 2013 | 0.881.740  | 14.879                         | 28.043                          | 11.281                                                      | 0.314                |
| 2014 | 0.897.421  | 14.384                         | 25.711                          | 09.652                                                      | 0.384                |
| 2015 | 0.963.396  | 15.466                         | 27.476                          | 08.696                                                      | 0.385                |
| 2016 | 0.981.884  | 14.435                         | 28.371                          | 15.637                                                      | 0.299                |
| 2017 | 0.959.166  | 14.460                         | 29.882                          | 18.902                                                      | 0.158                |
| 2018 | 1.030.929  | 14.888                         | 27.967                          | 19.233                                                      | 0.231                |
| 2019 | 1.036.929  | 14.727                         | 32.241                          | 18.970                                                      | 0.141                |
| 2020 | 0.199.510  | 04.002                         | 28.991                          | 16.240                                                      | 0.021                |
| 2021 | 0.226.562  | 04.671                         | 37.337                          | 19.250                                                      | 2.315                |
| 2022 | 0.561.535  | 08.603                         | 31.412                          | 16.556                                                      | 0.041                |
| 2023 | 0.733.146  | 09.655                         | 33.497                          | 19.379                                                      | 0.151                |
| 2024 | 0.819.273  | 10.251                         | 30.714                          | 18.674                                                      |                      |

### Fluggesellschaften und Flugziele
Von Graz werden ein inländisches Ziel, mitteleuropäische Ziele und ein asiatisches Ziel angeflogen. Außerdem werden Urlaubsziele im Mittelmeerraum und in Nordafrika bedient.

## Zwischenfälle
In der Datenbank des Aviation Safety Network sind keine Flugunfälle am oder in der Nähe des Flughafens verzeichnet. Drei Ereignisse erregten erhebliche Aufmerksamkeit:
- Am 3. Juni 1954 wurde eine Douglas DC-3/C-47-A-1-DK der Sabena (OO-CBY), mit der ein Tiertransport vom Blackbushe Airport nach Belgrad durchgeführt wurde, beim Passieren der österreichisch-jugoslawischen Grenze bei Maribor ohne Vorwarnung von einem sowjetischen Jagdflugzeug des Typs MiG-15 beschossen. Dabei starb der Funker, zwei weitere Besatzungsmitglieder wurden verletzt. Der unverletzt gebliebene britische Erste Offizier, ein ehemaliger Kampfpilot der Royal Air Force, übernahm daraufhin die Kontrolle über die Maschine und flog Ausweichmanöver. Es gelang eine Notlandung auf dem Flughafen Graz. Ermittlungen ergaben, dass die Maschine außerhalb von jeglichen Flugverbotszonen unterwegs war, als sich der Beschuss ereignete. Die sowjetische Seite bestritt dies (siehe auch Beschuss einer Douglas DC-3 der Sabena bei Maribor).[21]

- 7. August 2004: Ein Regionaljet des Typs Avro RJ 85 der Lufthansa CityLine (D-AVRO) befand sich im Anflug auf den Flughafen. Der kleine Vierstrahler wurde vom Copiloten gesteuert, als plötzlich Höhen- und Querruder ausfielen. Das Flugzeug war in diesem Augenblick vom rechten Cockpitsitz aus nicht mehr unter Kontrolle. Der Kapitän meldete den Notfall und übernahm die Steuerung, die auf seiner Seite funktionierte. Es gelang, das Flugzeug wieder zu kontrollieren. Nach Warteschleifen mit Systemchecks konnte die Maschine sicher auf dem Flughafen gelandet werden. Die Meldung „Notlandung nach Totalausfall der Steuerung“ ging um die Welt.[22]

- Am 23. Dezember 2024 musste ein Airbus A220-300 der Swiss (HB-JCD) auf dem Flug von Bukarest nach Zürich aufgrund von Rauchentwicklung im Flugzeug auf dem Flughafen Graz notgelandet werden. 17 Passagiere und fünf Crewmitglieder mussten ins Krankenhaus gebracht werden. Ein Flugbegleiter verstarb dort eine Woche später. Dies war der erste tödliche Zwischenfall mit einem Airbus A220 (siehe auch Swiss-Flug 1885).[23]

## Non-Aviation-Bereiche
Der weithin sichtbare, zylindrische Tower zeigt auf einer umlaufenden, einzeiligen LED-Leuchtschrift Werbung oder aktuelle Informationen.
Ein Parkhaus sowie weitere Parkplätze bieten insgesamt 2.450 Plätze für Pkw.
Im hohen Zaun, der das Flughafengelände umgibt, sind insgesamt zwölf Spotterlöcher installiert. Sie dienen dem Fotografieren von Flugzeugen von außerhalb des Geländes, ohne auch störenden Zaungitterdraht vor der (großen) Linse zu haben.